# Teoria dei nodi

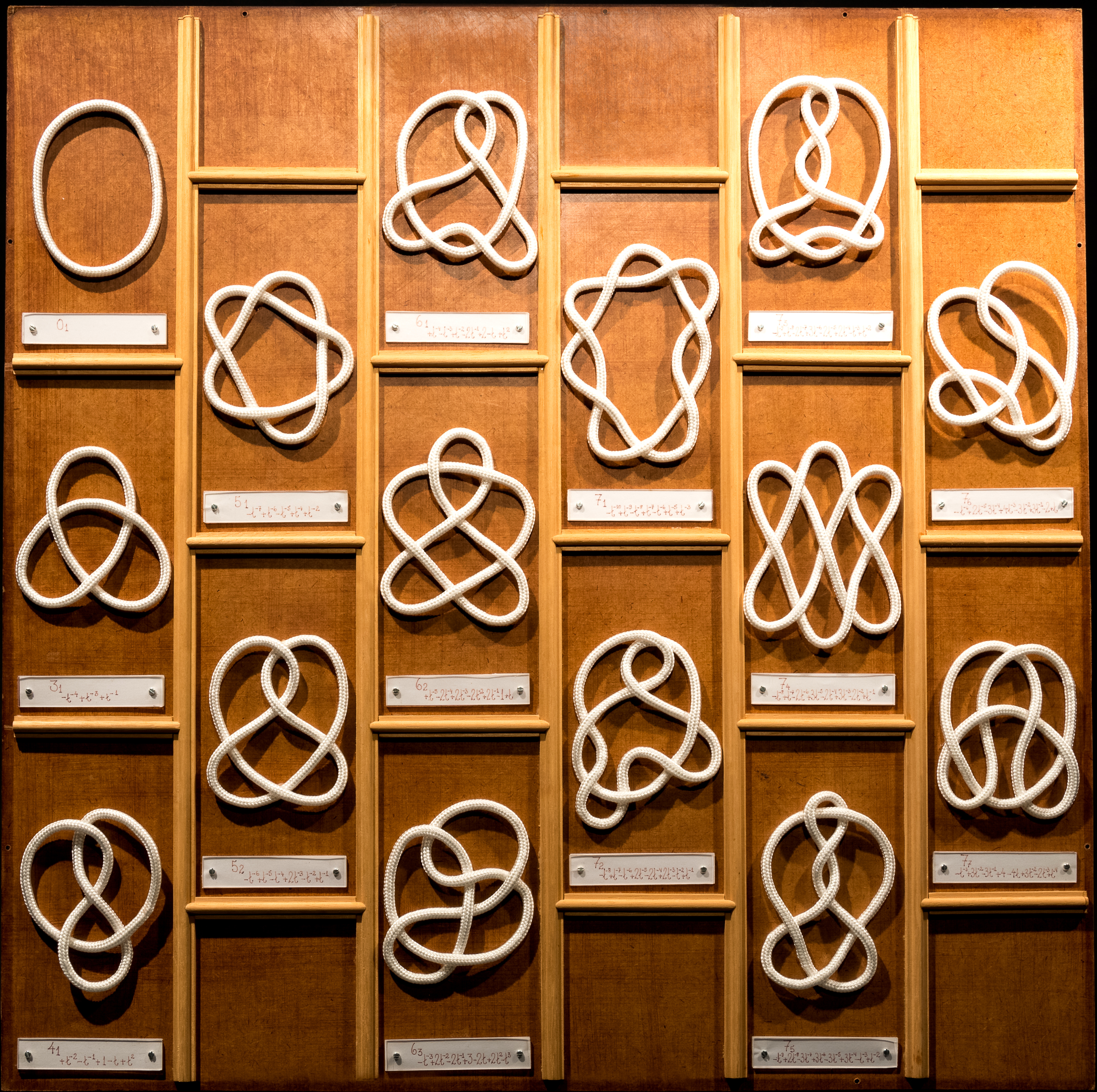
Tabella con vari tipi di nodi matematici

La teoria dei nodi è una branca della topologia, a sua volta branca della matematica, che si occupa di nodi, ovvero di curve chiuse intrecciate nello spazio. La teoria ha applicazioni in fisica subatomica, chimica supramolecolare e biologia.
Per i suoi stretti legami con lo studio delle varietà di basse dimensioni (1, 2, 3 e 4), la teoria dei nodi è spesso considerata una branca della topologia della dimensione bassa.

## Storia

### Nascita della teoria
Un primo accenno di sistematizzazione della teoria dei nodi venne fatto da Vandermonde (1735-1796), il matematico che introdusse il determinante, nel XVIII secolo, ma a parte rari sprazzi, si dovette attendere la fine del XX secolo per vedere la teoria dei nodi trovare una formalizzazione, anche in conseguenza della sua importanza in fisica teorica, per l'elaborazione delle teorie note collettivamente come teoria delle stringhe.
Il primo impiego in fisica è però dovuto a William Thomson, ossia Lord Kelvin: in pieno dibattito tra teoria ondulatoria e corpuscolare, egli propone nel 1867 gli atomi vortice. Essi sono formati da un'onda intrecciata in un nodo chiuso, come quello in figura.

Il nodo a trifoglio

 Annodandosi in maniere più o meno complicate, si determinerebbero le proprietà chimico-fisiche degli atomi. Da notare come, traslato alle particelle subatomiche e allo spaziotempo, il concetto sia identico nella teoria delle stringhe menzionata prima. Le molecole deriverebbero dall'unione dei nodi.
In realtà i nodi sono un caso particolare di link, ossia curve chiuse intrecciate nello spazio. A differenza dei nodi, i link possono essere formati da più curve. Le molecole di Thomson sarebbero dunque dei link. 

Un link semplice, detto link di Hopf

Un seguace di Thomson, Peter Guthrie Tait si pose il problema della classificazione dei nodi. Egli considerò solo i nodi alternati, ossia quelli in cui il filo passa alternativamente sopra e sotto ogni incrocio. Nel 1899 lo statunitense Little espanse la classificazione ai nodi non alternati, fino a 10 incroci.
La teoria di Thomson, che a taluni potrebbe apparire bizzarra, ai tempi in cui fu formulata era capace di spiegare molti dati sperimentali.
Tuttavia alla pubblicazione della tavola periodica degli elementi di Mendeleev, tutta la teoria dei nodi di Thomson e allievi venne abbandonata.

### Descrizione diagrammatica e invarianti

Due rappresentazioni diverse del nodo banale

Un nodo è generalmente descritto tramite diagramma, ovvero disegnando una sua proiezione generica su un piano, con alcuni incroci come negli esempi mostrati nelle figure. Lo stesso nodo ha però tante rappresentazioni diverse, e si pone un problema fondamentale: come capire se due rappresentazioni descrivono lo stesso nodo? Il problema risulta essere di difficile approccio anche nel caso più semplice: come capire da una rappresentazione diagrammatica se il nodo è banale, ovvero se si scioglie?
Nel 1927 Reidemeister risponde parzialmente a questo problema, proponendo tre operazioni, dette mosse di Reidemeister. Esse consistono nella formazione/scioglimento di un ricciolo, nella separazione/sovrapposizione di due tratti di corda non incrociati, e nello scavalcamento di un incrocio da parte di un tratto di corda. Ciascuna di queste mosse non cambia il nodo. D'altra parte, due nodi risultano essere equivalenti se e solo se i loro diagrammi sono ottenibili l'uno dall'altro tramite una combinazione di mosse di Reidemeister.
Questo risultato sembra apparentemente rispondere al problema, ma non fornisce in verità un vero e proprio algoritmo per determinare l'equivalenza fra due nodi descritti come diagramma nel piano: questo perché, non essendo noto a priori il numero di mosse necessarie per trasformare un diagramma in un altro, non è possibile sapere con certezza in un tempo finito se due nodi non sono equivalenti.

Questo nodo si scioglie! (esempio creato dal matematico Thistlethwaite)

Il problema fondamentale, che le mosse di Reidemeister non risolvono, è quindi quello di distinguere due nodi diversi. Nel 1928 viene fatto un significativo passo in avanti in questa direzione: l'introduzione di invarianti, ovvero di oggetti algebrici (numeri, polinomi, ecc.) che non variano all'applicazione di una mossa di Reidemeister, e quindi sono intrinsecamente assegnati al nodo. Il polinomio di Alexander è un invariante di questo tipo: a ogni nodo è associato un polinomio, che può essere calcolato in modo combinatorio a partire da un diagramma. Due nodi che hanno polinomi diversi sono quindi necessariamente diversi.
La ricerca di invarianti potenti ha occupato quasi tutto il resto del XX secolo. Tra questi, il polinomio di Jones è valso al fisico Vaughan Jones la medaglia Fields. 

### Nodi e 3-varietà
Il complementare del nodo nello spazio tridimensionale (o nella 3-sfera S3 ottenuta da quest'ultimo aggiungendo un punto e quindi compattificando lo spazio) è una varietà tridimensionale. Questa varietà fornisce molte informazioni sul nodo.
Tramite lo studio di questa varietà, il matematico Haken costruì nel 1961 il primo algoritmo che riconosce se un nodo dato (ad esempio in forma diagrammatica) è banale (cioè se si scioglie completamente). Tale algoritmo, benché importante dal punto di vista teorico, è però di difficile applicazione pratica, proprio perché usa tecniche relative a varietà 3-dimensionali.
La varietà fornisce anche un potente invariante: il suo gruppo fondamentale. Molti teoremi relativi alle 3-varietà hanno una stretta analogia con analoghi teoremi per i nodi. Fra questi, il più importante è un teorema di fattorizzazione dimostrato nel 1949 dal matematico tedesco Horst Schubert.
Negli anni 1980, i matematici Cameron Gordon e John Luecke dimostrano infine che il nodo è strettamente collegato alla sua varietà complementare: due nodi sono infatti equivalenti se e solo se le loro varietà complementari sono omeomorfe. Inoltre viene dimostrato che un polinomio {\displaystyle p} di Alexander è diviso da un altro polinomio {\displaystyle q} di Alexander se il complementare del nodo individuato da {\displaystyle p} può essere visto come sottovarietà della varietà complementare del nodo individuato da {\displaystyle q.}

## Concetti fondamentali
I concetti fondamentali della teoria dei nodi sono quello di nodo e link. 

### Nodo e link
Benché intuitiva, la definizione matematica di nodo presenta delle piccole sottigliezze. Si possono scegliere essenzialmente due strade: un nodo può essere definito come una linea spezzata chiusa o una curva differenziabile nello spazio. Si definisce quindi una nozione appropriata di equivalenza fra nodi.
Un link è una unione finita disgiunta di nodi.

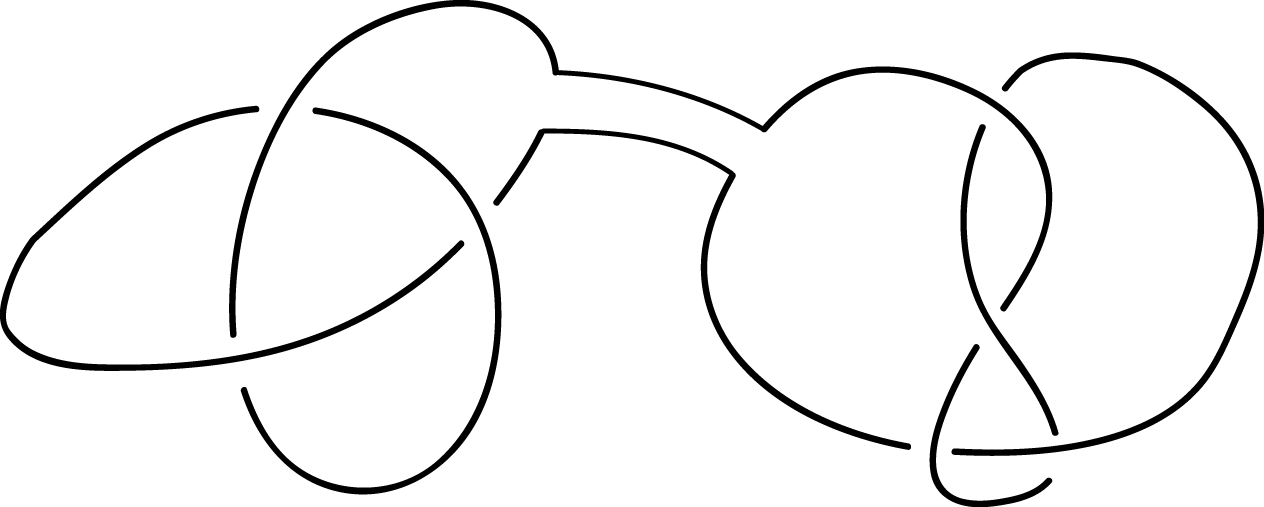
Questo nodo non è primo: è ottenuto come somma connessa da due nodi più semplici, il nodo trifoglio e il nodo a otto

### Nodo primo
Esiste una semplice operazione che permette di "unire" due nodi per costruirne un terzo: questa operazione si chiama somma connessa. Il Teorema di Schubert asserisce che ogni nodo è somma connessa di una successione di nodi elementari denominati, similarmente alla nomenclatura matematica dei numeri, nodi primi. Il teorema è in effetti l'analogo del teorema fondamentale dell'aritmetica nel contesto dei nodi, dove l'operazione di moltiplicazione è sostituita con la somma connessa fra nodi.

I nodi primi fino a 7 incroci

Questo potente teorema pone i nodi primi al centro della teoria dei nodi. Tabulazioni e invarianti si riferiscono spesso solo a questa classe fondamentale di oggetti. In figura sono mostrati tutti i nodi primi ottenibili come diagrammi aventi fino a 7 incroci. I primi nodi sono il nodo banale, il nodo trifoglio e il nodo a otto.